# Eliminatoria a la Copa Africana de Naciones Sub-17 2019
La Eliminatoria a la Copa Africana de Naciones Sub-17 2019 se jugó del 19 de julio al 18 de septiembre del 2018 y contó con la participación de 49 selecciones infantiles de África que disputaron las 7 plazas para la fase final del torneo quese celebró en Tanzania, país anfitrión.
Las selecciones de Egipto (Zona Norte), Gabón (Zona Centro) y Eritrea (Zona Este) no participaron de esta edición, del mismo modo las selecciones de Comoras y Madagascar (ambas de la Zona Sur) tampoco participaron del torneo clasificatorio, y por ende no son elegibles para el sorteo. Del mismo modo quedan automáticamente fuera de la Copa Africana de Naciones Sub-17 2019 y del Mundial Sub-17 2019; así como del proceso de clasificación a estos. 
En julio de 2017, la Confederación Africana de Fútbol decidió que la competición clasificatoria debería dividirse en competiciones regionales. Para clasificar, los 49 miembros de la CAF (5 selecciones de las 54 selecciones afiliadas a CAF y FIFA fueron autoexcluídas del proceso clasificatorio 2018, así como de la copa continental y mundial de la categoría para el 2019)pueden ingresar al torneo clasificatorio de su zona.
Además del anfitrión Tanzania (que también participa en la etapa de clasificación a pesar de estar automáticamente clasificado). Cada una de las seis zonas recibe un lugar en el torneo final, y la zona de los campeones defensores recibe un lugar adicional. Por ser, Mali, el país que ganó la Copa Africana de Naciones 2017 Sub-17, su zona (Oeste A) recibió dos cupos en total; es decir uno más adicional al que tienen las demás zonas.

## Zona Norte
Túnez organizó el Torneo U-17 2018, la 15.ª edición del Torneo U-17 de la UNAF, el que también sirvió como eliminatoria para la Copa Africana de Naciones Sub-17, entre el 20-28 de agosto de 2018. El sorteo de los partidos se celebró el 14 de mayo de 2018. Participaron cuatro equipos, el ganador clasificó para el torneo final. Los partidos se jugaron en Monastir (Stade Mustapha Ben Jannet) y Susa (Stade Olympique de Sousse).

País anfitrión: Túnez

| Equipo    | Pts | PJ | PG | PE | PP | GF | GC | Dif |
| --------- | --- | -- | -- | -- | -- | -- | -- | --- |
| Marruecos | 9   | 3  | 3  | 0  | 0  | 7  | 2  | +5  |
| Argelia   | 4   | 3  | 1  | 1  | 1  | 5  | 6  | -1  |
| Túnez     | 3   | 3  | 1  | 0  | 2  | 1  | 3  | -2  |
| Libia     | 1   | 3  | 0  | 1  | 2  | 1  | 3  | -2  |

| 20 de agosto de 2018 | Túnez                        | 1:0 (0:0) | Libia | Stade Mustapha Ben Jannet, Monastir |                           |
|                      | - Mahdi Ben Amira 88' (pen.) | Reporte   |       | Árbitro(s): Samir Guezzaz           | Árbitro(s): Samir Guezzaz |

| 20 de agosto de 2018 | Argelia                                | 2:5 (0:3) | Marruecos                                                                  | Estadio Olímpico de Sousse, Susa |                             |
|                      | - Adel Belkacem 83' - Nabil Benali 85' | Reporte   | - 7', 47' Tawfik Bentayeb - 27', 39' Bilal Ouacharaf - 80' Zakaria Ghailan | Árbitro(s): Ayman Al-Sharif      | Árbitro(s): Ayman Al-Sharif |

| 24 de agosto de 2018 | Túnez | 0:2 (0:0) | Argelia                  | Stade Mustapha Ben Jannet, Monastir |                               |
|                      |       | Reporte   | - 56', 78' Riad Rahmoune | Árbitro(s): Ahmed El-Ghandour       | Árbitro(s): Ahmed El-Ghandour |

| 24 de agosto de 2018 | Marruecos             | 1:0 (1:0) | Libia | Estadio Olímpico de Sousse, Susa |                             |
|                      | - Tawfik Bentayeb 20' | Reporte   |       | Árbitro(s): Nabil Boukhalfa      | Árbitro(s): Nabil Boukhalfa |

| 28 de agosto de 2018 | Marruecos          | 1:0 (1:0) | Túnez | Stade Mustapha Ben Jannet, Monastir |                               |
|                      | - Akram Nakach 21' | Reporte   |       | Árbitro(s): Amin Mohamed Omar       | Árbitro(s): Amin Mohamed Omar |

| 28 de agosto de 2018 | Libia                    | 1:1 (1:1) | Argelia             | Estadio Olímpico de Sousse, Susa |                            |
|                      | - Ibrahim Al-Mesrati 33' | Reporte   | - 24' Riad Rahmoune | Árbitro(s): Haythem Guirat       | Árbitro(s): Haythem Guirat |

## Zona Oeste A

### Etapa grupal
El sorteo de la fase de grupos se llevó a cabo el 30 de julio de 2018. Los nueve equipos se dividieron en tres grupos de tres equipos. Los ganadores de cada grupo y los mejores segundos avanzaron a las semifinales.

### Grupo A
Senegal albergará el Campeonato Sub-17 WAFU-UFOA Zona Oeste A entre el 9-18 de septiembre de 2018. Los partidos se jugarán en Pikine (Stade Al Djigo) y Rufisque (Stade Ngalandou Diouf).
| Equipo       | Pts | PJ | PG | PE | PP | GF | GC | Dif |
| ------------ | --- | -- | -- | -- | -- | -- | -- | --- |
| Senegal      | 6   | 2  | 2  | 0  | 0  | 5  | 0  | 5   |
| Guinea-Bisáu | 3   | 2  | 1  | 0  | 1  | 2  | 2  | 0   |
| Sierra Leona | 0   | 2  | 0  | 0  | 2  | 1  | 6  | -5  |

| 9 de septiembre de 2018 | Senegal           | 1:0 (1:0) | Guinea-Bisáu | Stade Al Djigo, Pikine     |                            |
|                         | - Aliou Balde 17' | Reporte   |              | Árbitro(s): Bangaly Konaté | Árbitro(s): Bangaly Konaté |

| 11 de septiembre de 2018 | Guinea-Bisáu                               | 2:1 (0:1) | Sierra Leona         | Stade Al Djigo, Pikine                   |                                          |
|                          | - Cristiano Sanha 74' - Claudio Mendes 79' | Reporte   | - 40' Mohamadu Lamin | Árbitro(s): Abdoulaye Rhissa Almoustapha | Árbitro(s): Abdoulaye Rhissa Almoustapha |

| 13 de septiembre de 2018 | Sierra Leona | 0:4 (0:2) | Senegal                                                                     | Stade Al Djigo, Pikine      |                             |
|                          |              | Reporte   | - 28' Samba Diallo - 45', 56' Mouhamadou Diaw - 63' (a.g.) Ibrahim Derosime | Árbitro(s): Fabricio Duarte | Árbitro(s): Fabricio Duarte |

### Grupo B
| Equipo  | Pts       | PJ        | PG        | PE        | PP        | GF        | GC        | Dif       |
| ------- | --------- | --------- | --------- | --------- | --------- | --------- | --------- | --------- |
| Malí    | 3         | 2         | 1         | 1         | 0         | 2         | 0         | 2         |
| Gambia  | 0         | 2         | 1         | 0         | 0         | 0         | 2         | -2        |
| Liberia | Se retiró | Se retiró | Se retiró | Se retiró | Se retiró | Se retiró | Se retiró | Se retiró |

| 9 de septiembre de 2018 | Malí                                       | 2:0 (2:0) | Gambia | Stade Al Djigo, Pikine    |                           |
|                         | - Daouda Guindo 8' - Ansu Saidy 10' (a.g.) | Reporte   |        | Árbitro(s): Jean Ouattara | Árbitro(s): Jean Ouattara |

| 11 de septiembre de 2018 | Gambia | Cancelado | Liberia | Stade Al Djigo, Pikine |  |
|                          |        | Reporte   |         |                        |  |

| 13 de septiembre de 2018 | Liberia | Cancelado | Malí | Stade Al Djigo, Pikine |  |
|                          |         | Reporte   |      |                        |  |

### Grupo C
| Equipo     | Pts | PJ | PG | PE | PP | GF | GC | Dif |
| ---------- | --- | -- | -- | -- | -- | -- | -- | --- |
| Guinea     | 4   | 2  | 1  | 1  | 0  | 4  | 2  | 2   |
| Cabo Verde | 4   | 2  | 1  | 1  | 0  | 3  | 2  | 1   |
| Mauritania | 0   | 2  | 0  | 0  | 2  | 2  | 5  | -3  |

| 9 de septiembre de 2018 | Guinea                                                | 3:1 (2:0) | Mauritania             | Stade Ngalandou Diouf, Rufisque         |                                         |
|                         | - Aboubacar Conté 10', 61' (pen.) - Alya Bangoura 43' | Reporte   | - 58' Elv Housseine Sy | Árbitro(s): Adissa Abdul Raphiou Ligali | Árbitro(s): Adissa Abdul Raphiou Ligali |

| 11 de septiembre de 2018 | Mauritania           | 1:2 (0:0) | Cabo Verde                                             | Stade Ngalandou Diouf, Rufisque |                     |
|                          | - Mohamed Tijani 63' | Reporte   | - 54' Anderson Freitas Gomes - 90+1' Paulo Jorge Gomes | Árbitro(s): Issa Sy             | Árbitro(s): Issa Sy |

| 13 de septiembre de 2018 | Cabo Verde               | 1:1 (1:1) | Guinea                 | Stade Ngalandou Diouf, Rufisque |                           |
|                          | - Joel Martins 9' (pen.) | Reporte   | - 32' Momo Fanyé Touré | Árbitro(s): Boubou Traoré       | Árbitro(s): Boubou Traoré |

### Ranking de los segundos puestos
Los ganadores de cada grupo y los mejores segundos de los tres grupos avanzarán a semifinales.
| Grp | Equipo       | PJ         | PG         | PE         | PP         | GF         | GC         | DG         | Pts        |
| --- | ------------ | ---------- | ---------- | ---------- | ---------- | ---------- | ---------- | ---------- | ---------- |
| 3   | Cabo Verde   | 2          | 1          | 1          | 0          | 3          | 2          | 1          | 4          |
| 1   | Guinea-Bisáu | 2          | 1          | 0          | 1          | 2          | 2          | 0          | 3          |
| 2   | Gambia       | Inelegible | Inelegible | Inelegible | Inelegible | Inelegible | Inelegible | Inelegible | Inelegible |

### Etapa eliminatoria
|  | Semifinales              | Semifinales |   |  | Final                    | Final |  |
|  |                          |             |   |  |                          |       |  |
|  | 16 de septiembre de 2018 |             |   |  |                          |       |  |
|  | Senegal                  | 6           |   |  |                          |       |  |
|  | Cabo Verde               | 0           |   |  |                          |       |  |
|  |                          |             |   |  |                          |       |  |
|  |                          |             |   |  | 18 de septiembre de 2018 |       |  |
|  |                          |             |   |  | Senegal                  | 4     |  |
|  |                          | Guinea      | 0 |  |                          |       |  |
|  |                          |             |   |  |                          |       |  |
|  |                          |             |   |  |                          |       |  |
|  |                          |             |   |  |                          |       |  |
|  | 16 de septiembre de 2018 |             |   |  |                          |       |  |
|  | Malí                     | 2(4)        |   |  |                          |       |  |
|  | Guinea                   | 2(5)        |   |  |                          |       |  |

### Semifinales
Los ganadores clasifican para la Copa Africana de Naciones Sub-17 2019 .

| 16 de septiembre de 2018 | Senegal                                                                                                   | 6:0 (3:0) | Cabo Verde | Stade Ngalandou Diouf, Rufisque         |                                         |
|                          | - Samba Diallo 9', 45' - Aliou Balde 23' - Insa Boye 55' - Oumar Diouf 75' - Boubacar Diédhiou Diallo 90' | Reporte   |            | Árbitro(s): Adissa Abdul Raphiou Ligali | Árbitro(s): Adissa Abdul Raphiou Ligali |

| 16 de septiembre de 2018 | Malí                                                                                     | 2:2 (1:1) (4:5 p.)         | Guinea                                                                                                  | Stade Ngalandou Diouf, Rufisque          |                                          |
|                          | - Issoufi Maïga 34' - Mamady Diambou 83'                                                 | Reporte                    | - 9' Momo Fanyé Touré - 75' Aboubacar Conté                                                             | Árbitro(s): Abdoulaye Rhissa Almoustapha | Árbitro(s): Abdoulaye Rhissa Almoustapha |
|                          |                                                                                          | Tiros desde el punto penal | |                                          |                                          |
|                          | - Daouda Guindo - Nene Dorgeles - Issouf Bemba Sissokho - Ibrahim Bamba - Hamidou Diallo |                            | - Alya Bangoura - Sekou Tidiany Bangoura - Alpha Mamoudou Diallo - Ousmane Osky Conté - Aboubacar Conté |                                          |                                          |

### Final
| 18 de septiembre de 2018 | Senegal                                                        | 4:0 (1:0) | Guinea | Stade Ngalandou Diouf, Rufisque |                             |
|                          | - Mouhamadou Diaw 39' - Oumar Diouf 79' - Aliou Balde 86', 88' | Reporte   |        | Árbitro(s): Fabricio Duarte     | Árbitro(s): Fabricio Duarte |

## Zona Oeste B

### Etapa grupal
El sorteo de la fase de grupos se celebró el 24 de julio de 2018. Los siete equipos se dividieron en dos grupos, uno de tres equipos y uno de cuatro. Los ganadores y subcampeones de cada grupo avanzaron a las semifinales.

### Grupo A
Los clasificatorios WAFU-UFOA Zona B para la Copa Africana de Naciones Sub-17 se celebraron en Níger entre el 2 y el 15 de septiembre de 2018. Originalmente iba a ser albergado en Ghana, pero se nombró un nuevo anfitrión. Los partidos se jugaron en Niamey (Stade Général Seyni Kountché, Stade Municipal originalmente también albergaría los partidos).
| Equipo | Pts | PJ | PG | PE | PP | GF | GC | Dif |
| ------ | --- | -- | -- | -- | -- | -- | -- | --- |
| Ghana  | 4   | 2  | 1  | 1  | 0  | 2  | 1  | +1  |
| Níger  | 2   | 2  | 0  | 2  | 0  | 0  | 0  | 0   |
| Togo   | 1   | 2  | 0  | 1  | 1  | 1  | 2  | -1  |

| 2 de septiembre de 2018 | Níger | 0:0     | Togo | Estadio General Seyni Kountché, Niamey |                               |
|                         |       | Reporte |      | Árbitro(s): Abdullahi Shuaibu          | Árbitro(s): Abdullahi Shuaibu |

| 5 de septiembre de 2018 | Níger | 0:0     | Ghana | Estadio General Seyni Kountché, Niamey |                           |
|                         |       | Reporte |       | Árbitro(s): Hassan Corneh              | Árbitro(s): Hassan Corneh |

| 8 de septiembre de 2018 | Togo                | 1:2 (1:1) | Ghana                                             | Estadio General Seyni Kountché, Niamey |                            |
|                         | - Karim Dermane 45' | Reporte   | - 43' Christian Boateng - 85' (pen.) Simon Appiah | Árbitro(s): Bienvenu Sinko             | Árbitro(s): Bienvenu Sinko |

### Grupo B
| Equipo          | Pts           | PJ            | PG            | PE            | PP            | GF            | GC            | Dif           |
| --------------- | ------------- | ------------- | ------------- | ------------- | ------------- | ------------- | ------------- | ------------- |
| Nigeria         | 3             | 2             | 1             | 0             | 1             | 7             | 4             | +3            |
| Costa de Marfil | 3             | 2             | 1             | 0             | 1             | 4             | 5             | -1            |
| Burkina Faso    | 3             | 2             | 1             | 0             | 1             | 3             | 5             | -2            |
| Benín           | Descalificado | Descalificado | Descalificado | Descalificado | Descalificado | Descalificado | Descalificado | Descalificado |

- El 3 de septiembre de 2018, Benín fue descalificado del torneo después de que 10 de sus jugadores no pasaron las pruebas de resonancia magnética antes del torneo.

| 3 de septiembre de 2018 | Nigeria                               | 2:3 (2:2) | Burkina Faso                                                            | Estadio General Seyni Kountché, Niamey |                                |
|                         | - Olakunle Olusegun 12', 45+1' (pen.) | Reporte   | - 3' (pen.) Abdoul Komi - 7' Jean Fiacre Kouame - 78' Moubarak Compaoré | Árbitro(s): Mohamed Ali Moussa         | Árbitro(s): Mohamed Ali Moussa |

| 3 de septiembre de 2018 | Costa de Marfil | Cancelado | Benín | Estadio General Seyni Kountché, Niamey |             |
|                         |                 | Reporte   |       | Árbitro(s):                            | Árbitro(s): |

| 6 de septiembre de 2018 | Nigeria | 5:1 (4:0) | Costa de Marfil              | Estadio General Seyni Kountché, Niamey |                          |
|                         | - Hassan Hussain 7' - Olatomi Olaniyan 10' - Olakunle Olusegun 23' - Oluwatimilehin Adeniyi 27' - Akinkunmi Amoo 58' (pen.) | Reporte   | - 70' (pen.) Olivier D'Ávila | Árbitro(s): Kokou N'Tale               | Árbitro(s): Kokou N'Tale |

| 6 de septiembre de 2018 | Burkina Faso | Cancelado | Benín | Estadio General Seyni Kountché, Niamey |             |
|                         |              | Reporte   |       | Árbitro(s):                            | Árbitro(s): |

| 9 de septiembre de 2018 | Burkina Faso | 0:3 (0:1) | Costa de Marfil                                                       | Estadio General Seyni Kountché, Niamey |                          |
|                         |              | Reporte   | - 33' Olivier D'Ávila - 68' (pen.) Ibrahim Fofana - 77' Seydou Traoré | Árbitro(s): Beida Dahane               | Árbitro(s): Beida Dahane |

| 9 de septiembre de 2018 | Benín | Cancelado | Nigeria | Estadio General Seyni Kountché, Niamey |             |
|                         |       | Reporte   |         | Árbitro(s):                            | Árbitro(s): |

### Etapa eliminatoria
|  | Semifinales              | Semifinales              |       |                          | Final                    | Final |  |
|  |                          |                          |       |                          |                          |       |  |
|  |                          |                          |       |                          |                          |       |  |
|  | 12 de septiembre de 2018 |                          |       |                          |                          |       |  |
|  | Ghana                    | 2                        |       |                          |                          |       |  |
|  | Costa de Marfil          | 1                        |       |                          |                          |       |  |
|  |                          |                          |       |                          |                          |       |  |
|  |                          |                          |       |                          | 15 de septiembre de 2018 |       |  |
|  |                          |                          |       |                          | Ghana                    | 1 (1) |  |
|  |                          | Nigeria                  | 1 (3) |                          |                          |       |  |
|  |                          |                          |       |                          |                          |       |  |
|  |                          |                          |       |                          |                          |       |  |
|  |                          |                          |       |                          | Tercer lugar             |       |  |
|  | 12 de septiembre de 2018 | 12 de septiembre de 2018 |       | 15 de septiembre de 2018 | 15 de septiembre de 2018 |       |  |
|  | Nigeria                  | 2                        |       | Costa de Marfil          | 0                        |       |  |
|  | Níger                    | 1                        |       |                          | Níger                    | 2     |  |

### Semifinales
| 12 de septiembre de 2018 | Ghana                                   | 2:1 (2:1) | Costa de Marfil     | Estadio General Seyni Kountché, Niamey |                                      |
|                          | - Mohammed Umar 39' - Taufiq Shaibu 45' | Reporte   | - 19' Seydou Traoré | Árbitro(s): Bonifacio Julio Da Silva   | Árbitro(s): Bonifacio Julio Da Silva |

| 12 de septiembre de 2018 | Nigeria                                      | 2:1 (1:0) | Níger                  | Estadio General Seyni Kountché, Niamey |                                        |
|                          | - Akinkunmi Amoo 45' - Olakunle Olusegun 58' | Reporte   | - 90' Sountalma Sidibé | Árbitro(s): Djindo Louis Houngnandande | Árbitro(s): Djindo Louis Houngnandande |

### Por el tercer lugar
| 15 de septiembre de 2018 | Costa de Marfil | 0:2     | Níger               | Estadio General Seyni Kountché, Niamey |                           |
|                          |                 | Reporte | - Mohamed Sadou Ali | Árbitro(s): Hassan Corneh              | Árbitro(s): Hassan Corneh |

### Final
| 15 de septiembre de 2018 | Ghana                                                               | 1:1 (0:0) (1:3 p.)         | Nigeria                                                            | Estadio General Seyni Kountché, Niamey |                          |
|                          | - Taufiq Shaibu 54'                                                 | Reporte                    | - 61' Akinkunmi Amoo                                               | Árbitro(s): Kokou N'Tale               | Árbitro(s): Kokou N'Tale |
|                          |                                                                     | Tiros desde el punto penal |                                                                    |                                        |                          |
|                          | - Alhassan Uzair - Ebenezer Adade - Sampson Agyapong - Abdul Fatawu |                            | - David Ishaya - Samson Tijani - Akinkunmi Amoo - Muhammad Ibrahim |                                        |                          |

## Zona Central

### Etapa grupal
El sorteo de la fase de grupos se llevó a cabo el 30 de julio de 2018. Los siete equipos se dividieron en dos grupos, uno de cuatro y uno de tres. Los ganadores y subcampeones de cada grupo avanzaron a las semifinales.

### Grupo A
Los clasificatorios de UNIFFAC para la Copa Africana de Naciones Sub-17 se llevaron a cabo en Guinea Ecuatorial entre el 3 y el 12 de agosto de 2018. Originalmente iba a ser albergado en RD Congo, pero se nombró un nuevo anfitrión. Los partidos se jugaron en Bata (Estadio de Bata y Estadio La Libertad) y Malabo (Estadio de Malabo).
| Equipo                          | Pts           | PJ            | PG            | PE            | PP            | GF            | GC            | Dif           |
| ------------------------------- | ------------- | ------------- | ------------- | ------------- | ------------- | ------------- | ------------- | ------------- |
| Congo                           | 4             | 2             | 1             | 1             | 0             | 2             | 0             | +2            |
| Guinea Ecuatorial               | 3             | 2             | 1             | 0             | 1             | 2             | 3             | -1            |
| República Democrática del Congo | 1             | 2             | 0             | 1             | 1             | 1             | 2             | -1            |
| Santo Tomé y Príncipe           | Descalificado | Descalificado | Descalificado | Descalificado | Descalificado | Descalificado | Descalificado | Descalificado |

- El 3 de septiembre de 2018, Santo Tomé y Príncipe fue descalificado del torneo después de que todos sus jugadores no pasaran las pruebas de resonancia magnética antes del torneo.

| 3 de agosto de 2018 | Guinea Ecuatorial                            | 2:1 (1:1) | República Democrática del Congo | Estadio de Bata, Bata       |                             |
|                     | - Miko Ayingono 45' (pen.) - Robema Bita 66' | Reporte   | - 30' Karim Kimvuidi            | Árbitro(s): Andre Kolissala | Árbitro(s): Andre Kolissala |

| 3 de agosto de 2018 | Santo Tomé y Príncipe | Cancelado | Congo | Estadio de Bata, Bata |             |
|                     |                       | Reporte   |       | Árbitro(s):           | Árbitro(s): |

| 5 de agosto de 2018 | Guinea Ecuatorial | 0:2 (0:1) | Congo                         | Estadio de Bata, Bata         |                               |
|                     |                   | Reporte   | - 7', 90' (pen.) Reich Kokolo | Árbitro(s): Blaise Yuven Ngwa | Árbitro(s): Blaise Yuven Ngwa |

| 5 de agosto de 2018 | República Democrática del Congo | Cancelado | Santo Tomé y Príncipe | Estadio de Bata, Bata |             |
|                     |                                 | Reporte   |                       | Árbitro(s):           | Árbitro(s): |

| 7 de agosto de 2018 | Congo | 0:0     | República Democrática del Congo | Estadio La Libertad, Bata       |                                 |
|                     |       | Reporte |                                 | Árbitro(s): Ahmat Amara Hassane | Árbitro(s): Ahmat Amara Hassane |

| 7 de agosto de 2018 | Santo Tomé y Príncipe | Cancelado | Guinea Ecuatorial | Estadio de Bata, Bata |             |
|                     |                       | Reporte   |                   | Árbitro(s):           | Árbitro(s): |

### Grupo B
| Equipo                   | Pts | PJ | PG | PE | PP | GF | GC | Dif |
| ------------------------ | --- | -- | -- | -- | -- | -- | -- | --- |
| Camerún                  | 6   | 2  | 2  | 0  | 0  | 12 | 4  | +8  |
| República Centroafricana | 3   | 2  | 1  | 0  | 1  | 4  | 9  | -5  |
| Chad                     | 0   | 2  | 0  | 0  | 2  | 5  | 8  | -3  |

| 4 de agosto de 2018 | Camerún                                                                                              | 7:1 (4:1) | República Centroafricana   | Estadio de Malabo, Malabo      |                                |
|                     | - Ismaïla Seidou 3' - Alioum Moubarak 22', 48' - Stève Mvoué 35' (pen.), 34', 77' - Léonel Wamba 42' | Reporte   | - 25' Christian Yawenendji | Árbitro(s): Diosdado Nzibi Nze | Árbitro(s): Diosdado Nzibi Nze |

| 6 de agosto de 2018 | República Centroafricana                               | 3:2 (2:1) | Chad                                              | Estadio de Malabo, Malabo          |                                    |
|                     | - Christian Yawenendji 22', 38' - Dazourou Tomokoa 81' | Reporte   | - 31' Mahamat Hassan - 72' (pen.) Frédéric Djoeta | Árbitro(s): Yannick Kabanga Malala | Árbitro(s): Yannick Kabanga Malala |

| 8 de agosto de 2018 | Camerún                                                      | 5:3 (3:1) | Chad                                                                        | Estadio de Malabo, Malabo       |                                 |
|                     | - Ismaïla Seidou 1', 9' - Jean-Baptiste Djembe 40', 62', 85' | Reporte   | - 32' Mahamat Souleymane - 52' Abakar Abbakali - 56' (pen.) Frédéric Djoeta | Árbitro(s): Angel Antonio Angue | Árbitro(s): Angel Antonio Angue |

### Etapa eliminatoria
|  | Semifinales              | Semifinales          |   |                          | Final                | Final |  |
|  |                          |                      |   |                          |                      |       |  |
|  |                          |                      |   |                          |                      |       |  |
|  | 10 de agosto de 2018     |                      |   |                          |                      |       |  |
|  | Congo                    | 4                    |   |                          |                      |       |  |
|  | República Centroafricana | 0                    |   |                          |                      |       |  |
|  |                          |                      |   |                          |                      |       |  |
|  |                          |                      |   |                          | 12 de agosto de 2018 |       |  |
|  |                          |                      |   |                          | Congo                | 1     |  |
|  |                          | Camerún              | 3 |                          |                      |       |  |
|  |                          |                      |   |                          |                      |       |  |
|  |                          |                      |   |                          |                      |       |  |
|  |                          |                      |   |                          | Tercer lugar         |       |  |
|  | 10 de agosto de 2018     | 10 de agosto de 2018 |   | 12 de agosto de 2018     | 12 de agosto de 2018 |       |  |
|  | Camerún                  | 2                    |   | República Centroafricana | 1                    |       |  |
|  | Guinea Ecuatorial        | 0                    |   |                          | Guinea Ecuatorial    | 2     |  |

### Semifinales
| 10 de agosto de 2018 | Congo                                                            | 4:0 (1:0) | República Centroafricana | Estadio de Bata, Bata    |                          |
|                      | - Valdy Matongo 34', 65' - Élie Andzuono 62' - Lucien Ayemba 75' | Reporte   |                          | Árbitro(s): Pierre Atcho | Árbitro(s): Pierre Atcho |

| 10 de agosto de 2018 | Camerún                             | 2:0 (2:0) | Guinea Ecuatorial | Estadio de Malabo, Malabo          |                                    |
|                      | - Stève Mvoué 7' - Léonel Wamba 15' | Reporte   |                   | Árbitro(s): Yannick Kabanga Malala | Árbitro(s): Yannick Kabanga Malala |

### Por el tercer lugar
| 12 de agosto de 2018 | República Centroafricana   | 1:2 (0:1) | Guinea Ecuatorial                    | Estadio de Malabo, Malabo            |                                      |
|                      | - Christian Yawenendji 66' | Reporte   | - 25' Robema Bita - 86' Nguema Messi | Árbitro(s): Auladyo Dos Santos Pariz | Árbitro(s): Auladyo Dos Santos Pariz |

### Final
| 12 de agosto de 2018 | Congo              | 1:3 (0:2) | Camerún                                                          | Estadio de Malabo, Malabo   |                             |
|                      | - Reich Kokolo 77' | Reporte   | - 35' Nassourou Ndong - 41' Alioum Moubarak - 79' Ismaïla Seidou | Árbitro(s): Andre Kolissala | Árbitro(s): Andre Kolissala |

## Zona Centro Este

### Etapa grupal
El sorteo de la fase de grupos se llevó a cabo el 5 de julio de 2018. Los diez equipos se dividieron en dos grupos de cinco equipos. Los ganadores y subcampeones de cada grupo avanzaron a las semifinales.

### Grupo A
Los partidos clasificatorios de la CECAFA para la Copa Africana de Naciones Sub-17 se llevaron a cabo en Tanzania entre el 11 y el 26 de agosto de 2018. Los partidos se jugaron en Dar es Salaam (Estadio Nacional y Estadio Chamazi). 
| Equipo   | Pts       | PJ        | PG        | PE        | PP        | GF        | GC        | Dif       |
| -------- | --------- | --------- | --------- | --------- | --------- | --------- | --------- | --------- |
| Tanzania | 9         | 3         | 3         | 0         | 0         | 11        | 1         | +10       |
| Ruanda   | 6         | 3         | 2         | 0         | 1         | 7         | 8         | -1        |
| Burundi  | 3         | 3         | 1         | 0         | 2         | 8         | 8         | 0         |
| Sudán    | 0         | 3         | 0         | 0         | 3         | 3         | 12        | -9        |
| Somalia  | Se retiró | Se retiró | Se retiró | Se retiró | Se retiró | Se retiró | Se retiró | Se retiró |

| 11 de agosto de 2018 | Ruanda                                                                        | 3:1 (2:0) | Sudán              | Estadio Nacional Benjamin Mkapa, Dar es-Salam |                                |
|                      | - Moise Nyarugabo 30' - Rodrigue Isingizwe 33' (pen.) - Jean-René Ishimwe 89' | Reporte   | - 71' Mohamed Badr | Árbitro(s): Andrew Juma Otieno                | Árbitro(s): Andrew Juma Otieno |

| 11 de agosto de 2018 | Tanzania                            | 2:1 (2:1) | Burundi               | Estadio Nacional Benjamin Mkapa, Dar es-Salam |                                    |
|                      | - Kelvin John 10' - Agiri Ngoda 28' | Reporte   | - 20' Nibikora Arthur | Árbitro(s): Belay Tadesse Asserese            | Árbitro(s): Belay Tadesse Asserese |

| 13 de agosto de 2018 | Sudán | Cancelado | Somalia | Estadio Nacional Benjamin Mkapa, Dar es-Salam |             |
|                      |       | Reporte   |         | Árbitro(s):                                   | Árbitro(s): |

| 13 de agosto de 2018 | Burundi                                                          | 3:4 (1:3) | Ruanda                                                                      | Estadio Nacional Benjamin Mkapa, Dar es-Salam |                             |
|                      | - Arsène Irankunda 26' - Edson Munaba 57' - Flavier Iratanga 70' | Reporte   | - 22', 62' Moise Nyarugabo - 42' Rodrigue Isingizwe - 43' Keddy Nsanzimfura | Árbitro(s): Saddam Houssein                   | Árbitro(s): Saddam Houssein |

| 16 de agosto de 2018 | Somalia | Cancelado | Ruanda | Estadio Nacional Benjamin Mkapa, Dar es-Salam |             |
|                      |         | Reporte   |        | Árbitro(s):                                   | Árbitro(s): |

| 16 de agosto de 2018 | Sudán | 0:5 (0:1) | Tanzania                                                               | Estadio Nacional Benjamin Mkapa, Dar es-Salam |                           |
|                      |       | Reporte   | - 11' (a.g.) Omer Yousif - 46', 61' Kelvin John - 73', 80' Agiri Ngoda | Árbitro(s): William Oloya                     | Árbitro(s): William Oloya |

| 18 de agosto de 2018 | Burundi                                                                        | 4:2 (1:0) | Sudán                             | Estadio Nacional Benjamin Mkapa, Dar es-Salam |                                |
|                      | - Arsène Irankunda 40' - Nibikora Arthur 48', 90+3' - Japhet Niyera 78' (pen.) | Reporte   | - 82' Agib Ali - 86' Anas El Toum | Árbitro(s): Andrew Juma Otieno                | Árbitro(s): Andrew Juma Otieno |

| 18 de agosto de 2018 | Tanzania | Cancelado | Somalia | Estadio Nacional Benjamin Mkapa, Dar es-Salam |             |
|                      |          | Reporte   |         | Árbitro(s):                                   | Árbitro(s): |

| 21 de agosto de 2018 | Somalia | Cancelado | Burundi | Estadio Nacional Benjamin Mkapa, Dar es-Salam |             |
|                      |         | Reporte   |         | Árbitro(s):                                   | Árbitro(s): |

| 21 de agosto de 2018 | Ruanda | 0:4 (0:1) | Tanzania                                        | Estadio Nacional Benjamin Mkapa, Dar es-Salam |                             |
|                      |        | Reporte   | - 23', 83', 90+3' Kelvin John - 77' Agiri Ngoda | Árbitro(s): Saddam Houssein                   | Árbitro(s): Saddam Houssein |

### Grupo B
| Equipo        | Pts | PJ | PG | PE | PP | GF | GC | Dif |
| ------------- | --- | -- | -- | -- | -- | -- | -- | --- |
| Etiopía       | 12  | 4  | 4  | 0  | 0  | 14 | 3  | +11 |
| Uganda        | 9   | 4  | 3  | 0  | 1  | 17 | 3  | +14 |
| Kenia         | 6   | 4  | 2  | 0  | 2  | 16 | 7  | +9  |
| Sudán del Sur | 3   | 4  | 1  | 0  | 3  | 4  | 16 | -12 |
| Yibuti        | 0   | 4  | 0  | 0  | 4  | 1  | 23 | -22 |

| 12 de agosto de 2018 | Sudán del Sur                         | 2:1 (2:0) | Yibuti           | Chamazi Stadium, Dar es-Salam   |                                 |
|                      | - Deng Joseph 5' - Victor Charles 26' | Reporte   | - 64' Remi Ahmed | Árbitro(s): Emmanuel Mwandembwa | Árbitro(s): Emmanuel Mwandembwa |

| 12 de agosto de 2018 | Uganda | 0:1 (0:1) | Etiopía                 | Chamazi Stadium, Dar es-Salam    |                                  |
|                      |        | Reporte   | - 14' Mintesnot Wakjira | Árbitro(s): Abdoul Twagiramukiza | Árbitro(s): Abdoul Twagiramukiza |

| 14 de agosto de 2018 | Kenia                                                                                     | 4:0 (1:0) | Sudán del Sur | Chamazi Stadium, Dar es-Salam |                              |
|                      | - Keith Imbali 12' - Mathew Mwendwa 61' - Telvin Irungu 76' - Nicholas Ochieng 90' (pen.) | Reporte   |               | Árbitro(s): Georges Gatogato  | Árbitro(s): Georges Gatogato |

| 14 de agosto de 2018 | Yibuti | 0:4 (0:2) | Etiopía                                                                                  | Chamazi Stadium, Dar es-Salam |                               |
|                      |        | Reporte   | - 7' Beyene Bayse - 44' Bereket Mune - 52' Biniyam Beyene - 75' (pen.) Mintesnot Wakjira | Árbitro(s): Elsiddig Eltreefe | Árbitro(s): Elsiddig Eltreefe |

| 17 de agosto de 2018 | Sudán del Sur              | 1:6 (0:5) | Uganda                                                       | Chamazi Stadium, Dar es-Salam |                              |
|                      | - Joseph Manase 90' (pen.) | Reporte   | - 3', 17', 45', 70' Davis Ssekajja - 23', 44' Thomas Kakaire | Árbitro(s): Georges Gatogato  | Árbitro(s): Georges Gatogato |

| 17 de agosto de 2018 | Yibuti | 0:9 (0:3) | Kenia | Chamazi Stadium, Dar es-Salam    |                                  |
|                      |        | Reporte   | - 7', 89' Keith Imbali - 37' Saidi Musa - 39', 52', 78' Richdonald Bolo - 60' Nicholas Ochieng - 62', 71' Mathew Mwendwa | Árbitro(s): Abdoul Twagiramukiza | Árbitro(s): Abdoul Twagiramukiza |

| 19 de agosto de 2018 | Etiopía                                                                          | 5:1 (4:0) | Sudán del Sur        | Chamazi Stadium, Dar es-Salam   |                                 |
|                      | - Bunaro Wondimagegn 6', 45' - Amanuel Mengesha 18' - Mintesnot Wakjira 43', 58' | Reporte   | - 79' Victor Charles | Árbitro(s): Emmanuel Mwandembwa | Árbitro(s): Emmanuel Mwandembwa |

| 19 de agosto de 2018 | Kenia                  | 1:3 (0:1) | Uganda                                                      | Chamazi Stadium, Dar es-Salam |                               |
|                      | - Ezekiel Nyakundi 74' | Reporte   | - 45' Najib Yiga - 79' (pen.) Ibrahim Juma - 83' Ivan Asaba | Árbitro(s): Elsiddig Eltreefe | Árbitro(s): Elsiddig Eltreefe |

| 22 de agosto de 2018 | Uganda | 8:0 (4:0) | Yibuti | Chamazi Stadium, Dar es-Salam |                              |
|                      | - Abdulwahid Iddi 9' - Thomas Kakaire 17' - Najib Yiga 22', 46', 64' - Ibrahim Juma 34', 73' (pen.) - Davis Ssekajja 48' | Reporte   |        | Árbitro(s): Georges Gatogato  | Árbitro(s): Georges Gatogato |

| 22 de agosto de 2018 | Etiopía                                              | 4:2 (2:2) | Kenia                                   | Estadio Nacional Benjamin Mkapa, Dar es-Salam |                                  |
|                      | - Beyene Bayse 34', 38', 84' - Mintesnot Wakjira 90' | Reporte   | - 22' Alphonce Omija - 39' Keith Imbali | Árbitro(s): Abdoul Twagiramukiza              | Árbitro(s): Abdoul Twagiramukiza |

### Etapa eliminatoria
|  | Semifinales          | Semifinales          |   |                      | Final                | Final |  |
|  |                      |                      |   |                      |                      |       |  |
|  |                      |                      |   |                      |                      |       |  |
|  | 24 de agosto de 2018 |                      |   |                      |                      |       |  |
|  | Tanzania             | 1                    |   |                      |                      |       |  |
|  | Uganda               | 3                    |   |                      |                      |       |  |
|  |                      |                      |   |                      |                      |       |  |
|  |                      |                      |   |                      | 26 de agosto de 2018 |       |  |
|  |                      |                      |   |                      | Uganda               | 3     |  |
|  |                      | Etiopía              | 1 |                      |                      |       |  |
|  |                      |                      |   |                      |                      |       |  |
|  |                      |                      |   |                      |                      |       |  |
|  |                      |                      |   |                      | Tercer lugar         |       |  |
|  | 24 de agosto de 2018 | 24 de agosto de 2018 |   | 26 de agosto de 2018 | 26 de agosto de 2018 |       |  |
|  | Etiopía              | 2 (4)                |   | Tanzania             | 2 (4)                |       |  |
|  | Ruanda               | 2 (2)                |   |                      | Ruanda               | 2 (3) |  |

### Semifinales
| 24 de agosto de 2018 | Tanzania                | 1:3 (1:1) | Uganda                                                          | Estadio Nacional Benjamin Mkapa, Dar es-Salam |                                |
|                      | - Edson Mshirakandi 11' | Reporte   | - 4' Abdulwahid Iddi - 77' John Alou - 90+2' (a.g.) Amiri Njeru | Árbitro(s): Andrew Juma Otieno                | Árbitro(s): Andrew Juma Otieno |

| 24 de agosto de 2018 | Etiopía                                                              | 2:2 (1:2) (4:2 p.)         | Ruanda                                                                                | Estadio Nacional Benjamin Mkapa, Dar es-Salam |                               |
|                      | - Mintesnot Wakjira 11', 51'                                         | Reporte                    | - 33' Moise Nyarugabo - 44' (pen.) Rodrigue Isingizwe                                 | Árbitro(s): Elsiddig Eltreefe                 | Árbitro(s): Elsiddig Eltreefe |
|                      |                                                                      | Tiros desde el punto penal |                                                                                       |                                               |                               |
|                      | - Beyene Bayse - Amanuel Mengesha - Bereket Mune - Mintesnot Wakjira |                            | - Keddy Nsanzimfura - Moise Nyarugabo - Emmanuel Niyitanga - Jean-Claude Hagumubuzima |                                               |                               |

### Por el tercer lugar
| 26 de agosto de 2018 | Tanzania                                                                        | 2:2 (1:0) (4:3 p.)         | Ruanda                                                                                         | Estadio Nacional Benjamin Mkapa, Dar es-Salam |                           |
|                      | - Eni Niyomugisha 40' (a.g.) - Morice Abraham 80' (pen.)                        | Reporte                    | - 77' (pen.) Keddy Nsanzimfura - 87' Jean-René Ishimwe                                         | Árbitro(s): William Oloya                     | Árbitro(s): William Oloya |
|                      |                                                                                 | Tiros desde el punto penal |                                                                                                |                                               |                           |
|                      | - Milinge Salumu - Morice Abraham - Bernard Castory - Kelvin John - Ally Hamisi |                            | - Keddy Nsanzimfura - Rodrigue Isingizwe - Jean-René Ishimwe - Clever Kazungu - Eric Niyonsega |                                               |                           |

### Final
El ganador clasifica para la Copa Africana de Naciones Sub-17 2019

| 26 de agosto de 2018 | Uganda                                         | 3:1 (1:0) | Etiopía                          | Estadio Nacional Benjamin Mkapa, Dar es-Salam |                              |
|                      | - Samson Kasozi 14' - Abdulwahid Iddi 62', 85' | Reporte   | - 90+2' (pen.) Mintesnot Wakjira | Árbitro(s): Georges Gatogato                  | Árbitro(s): Georges Gatogato |

## Zona Sur

### Etapa grupal
El sorteo de la fase de grupos se celebró el 31 de mayo de 2018. Los doce equipos se integraron en tres grupos de cuatro equipos. Los ganadores de cada grupo y los mejores segundos avanzaron a las semifinales.

### Grupo A
COSAFA anunció que el Campeonato COSAFA Sub-17 organizado por Mauricio entre el 19 y el 29 de julio de 2018 sería el torneo clasificatorio de la región. Los partidos se jugaron en Port Louis (Estadio St. François Xavier) y Belle Vue Maurel (Estadio Anjalay). 
| Equipo     | Pts | PJ | PG | PE | PP | GF | GC | Dif |
| ---------- | --- | -- | -- | -- | -- | -- | -- | --- |
| Namibia    | 6   | 3  | 2  | 0  | 1  | 10 | 4  | +6  |
| Mauricio   | 6   | 3  | 2  | 0  | 1  | 7  | 2  | +5  |
| Botsuana   | 6   | 3  | 2  | 0  | 1  | 3  | 3  | 0   |
| Seychelles | 0   | 3  | 0  | 0  | 3  | 5  | 16 | -11 |

- Resultados directos: Mauricio 0-1 Botsuana, Mauricio 1-0 Namibia, Namibia 2-0 Botsuana. Posiciones cabeza a cabeza:

1. Namibia: 3 puntos, +1 Dif
2. Mauricio: 3 puntos, 0 Dif
3. Botsuana: 3 puntos, -1 Dif

| 19 de julio de 2018 | Namibia                                                                                    | 8:3 (4:3) | Seychelles                                                   | St. François Xavier Stadium, Port Louis |                                     |
|                     | - Tyrin George 3', 16', 55' - Edmar Kamatuka 18' - Prins Tjiueza 38', 68', 72', 84' (pen.) | Reporte   | - 7' Afandi Aboudou - 14' Jarrell Suzette - 19' Rino Pauline | Árbitro(s): Kasokota Kafuli Derrick     | Árbitro(s): Kasokota Kafuli Derrick |

| 19 de julio de 2018 | Mauricio | 0:1 (0:0) | Botsuana                      | St. François Xavier Stadium, Port Louis |                                      |
|                     |          | Reporte   | - 83' (pen.) Oageng Maphorisa | Árbitro(s): Antonio Caluassi Dungula    | Árbitro(s): Antonio Caluassi Dungula |

| 21 de julio de 2018 | Botsuana                                            | 2:1 (2:0) | Seychelles         | St. François Xavier Stadium, Port Louis |                                        |
|                     | - Oageng Maphorisa 13' (pen.) - Tebogo Kopelang 38' | Reporte   | - 65' Rino Pauline | Árbitro(s): Retselisitsoe David Molise  | Árbitro(s): Retselisitsoe David Molise |

| 21 de julio de 2018 | Mauricio           | 1:0 (0:0) | Namibia | St. François Xavier Stadium, Port Louis    |                                            |
|                     | - Jeremy Kawoa 69' | Reporte   |         | Árbitro(s): Ben Amisy Tsimanohitsy Ibrahim | Árbitro(s): Ben Amisy Tsimanohitsy Ibrahim |

| 24 de julio de 2018 | Namibia                                   | 2:0 (1:0) | Botsuana | Estadio Anjalay, Belle Vue Maurel    |                                      |
|                     | - Prins Tjiueza 39' - Gonzales Tsuseb 59' | Reporte   |          | Árbitro(s): Antonio Caluassi Dungula | Árbitro(s): Antonio Caluassi Dungula |

| 24 de julio de 2018 | Seychelles            | 1:6 (0:0) | Mauricio | St. François Xavier Stadium, Port Louis    |                                            |
|                     | - Jarrell Suzette 53' | Reporte   | - 58' Jean Gentil - 59', 87' Jean Aristide - 69' Louis Philibert - 78' Ian Genave - 90' (a.g.) Adrian Hoareau | Árbitro(s): Ben Amisy Tsimanohitsy Ibrahim | Árbitro(s): Ben Amisy Tsimanohitsy Ibrahim |

### Grupo B
| Equipo     | Pts | PJ | PG | PE | PP | GF | GC | Dif |
| ---------- | --- | -- | -- | -- | -- | -- | -- | --- |
| Sudáfrica  | 7   | 3  | 2  | 1  | 0  | 6  | 2  | +4  |
| Zambia     | 4   | 3  | 1  | 1  | 1  | 2  | 2  | 0   |
| Mozambique | 4   | 3  | 1  | 1  | 1  | 3  | 5  | -2  |
| Lesoto     | 1   | 3  | 0  | 1  | 2  | 1  | 3  | -2  |

| 19 de julio de 2018 | Zambia | 0:0     | Mozambique | St. François Xavier Stadium, Port Louis    |                                            |
|                     |        | Reporte |            | Árbitro(s): Ben Amisy Tsimanohitsy Ibrahim | Árbitro(s): Ben Amisy Tsimanohitsy Ibrahim |

| 20 de julio de 2018 | Lesoto | 0:0     | Sudáfrica | Estadio Anjalay, Belle Vue Maurel |                              |
|                     |        | Reporte |           | Árbitro(s): Ishmael Chizinga      | Árbitro(s): Ishmael Chizinga |

| 22 de julio de 2018 | Mozambique            | 1:4 (0:1) | Sudáfrica                                                                                     | Estadio Anjalay, Belle Vue Maurel   |                                     |
|                     | - Pablo Bechardas 63' | Reporte   | - 7' Bongolwetu Siyasi - 48' Motlhalosi Nare - 75' Thando Buthelezi - 86' Mthokozisi Balakasi | Árbitro(s): Kasokota Kafuli Derrick | Árbitro(s): Kasokota Kafuli Derrick |

| 22 de julio de 2018 | Zambia                | 1:0 (0:0) | Lesoto | Estadio Anjalay, Belle Vue Maurel    |                                      |
|                     | - Vincent Kalinda 89' | Reporte   |        | Árbitro(s): Antonio Caluassi Dungula | Árbitro(s): Antonio Caluassi Dungula |

| 24 de julio de 2018 | Lesoto                  | 1:2 (0:2) | Mozambique                             | Estadio Anjalay, Belle Vue Maurel   |                                     |
|                     | - Kananelo Rapuleng 81' | Reporte   | - 2' Pablo Bechardas - 13' José Zavala | Árbitro(s): Kasokota Kafuli Derrick | Árbitro(s): Kasokota Kafuli Derrick |

| 24 de julio de 2018 | Sudáfrica                                        | 2:1 (1:1) | Zambia               | St. François Xavier Stadium, Port Louis |                              |
|                     | - Thando Buthelezi 12' - Boitumelo Radiopane 81' | Reporte   | - 7' Vincent Kalinda | Árbitro(s): Ganesh Chutooree            | Árbitro(s): Ganesh Chutooree |

### Grupo C
| Equipo      | Pts | PJ | PG | PE | PP | GF | GC | Dif |
| ----------- | --- | -- | -- | -- | -- | -- | -- | --- |
| Angola      | 9   | 3  | 3  | 0  | 0  | 7  | 1  | +6  |
| Malaui      | 6   | 3  | 2  | 0  | 1  | 6  | 1  | +5  |
| Suazilandia | 3   | 3  | 1  | 0  | 2  | 3  | 7  | -4  |
| Zimbabue    | 0   | 3  | 0  | 0  | 3  | 3  | 10 | -7  |

| 20 de julio de 2018 | Angola                         | 1:0 (1:0) | Malaui | Estadio Anjalay, Belle Vue Maurel  |                                    |
|                     | - Francisco Jacinto Júnior 20' | Reporte   |        | Árbitro(s): Tshepo Mokani Gobagoba | Árbitro(s): Tshepo Mokani Gobagoba |

| 20 de julio de 2018 | Suazilandia                                          | 3:2 (2:0) | Zimbabue                                         | Estadio Anjalay, Belle Vue Maurel |                              |
|                     | - Bandile Shabangu 20', 86' - Langelihle Dlamini 26' | Reporte   | - 60' Thandolwenkosi Ngwenya - 65' John Bonomali | Árbitro(s): Ganesh Chutooree      | Árbitro(s): Ganesh Chutooree |

| 23 de julio de 2018 | Malaui                                                                                      | 5:0 (2:0) | Zimbabue | St. François Xavier Stadium, Port Louis |                                    |
|                     | - Patrick Mwaungulu 8', 77' - Tatenda Mbalaka 24' - Francis Mtoso 56' - Emmanuel Mitole 79' | Reporte   |          | Árbitro(s): Tshepo Mokani Gobagoba      | Árbitro(s): Tshepo Mokani Gobagoba |

| 23 de julio de 2018 | Angola                                                               | 4:0 (1:0) | Suazilandia | St. François Xavier Stadium, Port Louis |                              |
|                     | - Zito Luvumbo 3', 69' - Domingos Andrade 63' - José Cabingano 90+1' | Reporte   |             | Árbitro(s): Ganesh Chutooree            | Árbitro(s): Ganesh Chutooree |

| 25 de julio de 2018 | Suazilandia | 0:1 (0:1) | Malaui               | Estadio Anjalay, Belle Vue Maurel      |                                        |
|                     |             | Reporte   | - 28' Lovemore Mbeta | Árbitro(s): Retselisitsoe David Molise | Árbitro(s): Retselisitsoe David Molise |

| 25 de julio de 2018 | Zimbabue                 | 1:2 (0:2) | Angola                                | St. François Xavier Stadium, Port Louis    |                                            |
|                     | - Tapiwa Mandinyenya 61' | Reporte   | - 44' David Nzanza - 45' Abdoul Barri | Árbitro(s): Ben Amisy Tsimanohitsy Ibrahim | Árbitro(s): Ben Amisy Tsimanohitsy Ibrahim |

### Ranking de los segundos puestos
Los ganadores de cada grupo y los mejores segundos de los tres grupos avanzarán a semifinales.
| Grp | Equipo   | PJ | PG | PE | PP | GF | GC | DG | Pts |
| --- | -------- | -- | -- | -- | -- | -- | -- | -- | --- |
| 1   | Mauricio | 3  | 2  | 0  | 1  | 7  | 2  | 5  | 6   |
| 3   | Malaui   | 3  | 2  | 0  | 1  | 6  | 1  | 5  | 6   |
| 2   | Zambia   | 3  | 1  | 1  | 1  | 2  | 2  | 0  | 4   |

### Etapa eliminatoria
|  | Semifinales         | Semifinales         |   |                     | Final               | Final |  |
|  |                     |                     |   |                     |                     |       |  |
|  |                     |                     |   |                     |                     |       |  |
|  | 27 de julio de 2018 |                     |   |                     |                     |       |  |
|  | Sudáfrica           | 2                   |   |                     |                     |       |  |
|  | Mauricio            | 0                   |   |                     |                     |       |  |
|  |                     |                     |   |                     |                     |       |  |
|  |                     |                     |   |                     | 29 de julio de 2018 |       |  |
|  |                     |                     |   |                     | Sudáfrica           | 0     |  |
|  |                     | Angola              | 1 |                     |                     |       |  |
|  |                     |                     |   |                     |                     |       |  |
|  |                     |                     |   |                     |                     |       |  |
|  |                     |                     |   |                     | Tercer lugar        |       |  |
|  | 27 de julio de 2018 | 27 de julio de 2018 |   | 29 de julio de 2018 | 29 de julio de 2018 |       |  |
|  | Namibia             | 0                   |   | Mauricio            | 1                   |       |  |
|  | Angola              | 7                   |   |                     | Namibia             | 2     |  |

### Semifinales
| 27 de julio de 2018 | Sudáfrica                              | 2:0 (1:0) | Mauricio | St. François Xavier Stadium, Port Louis |                              |
|                     | - Motlhalosi Nare 27' - Yoan Dupre 88' | Reporte   |          | Árbitro(s): Ishmael Chizinga            | Árbitro(s): Ishmael Chizinga |

| 27 de julio de 2018 | Namibia | 0:7 (0:0) | Angola                                                                                                | St. François Xavier Stadium, Port Louis    |                                            |
|                     |         | Reporte   | - 46', 67', 69' (pen.) Osvaldo Capemba - 71', 87' Gaspar Morais - 78' Zito Luvumbo - 84' Abdoul Barri | Árbitro(s): Ben Amisy Tsimanohitsy Ibrahim | Árbitro(s): Ben Amisy Tsimanohitsy Ibrahim |

### Por el tercer lugar
| 29 de julio de 2018 | Mauricio           | 1:2 (1:2) | Namibia                                  | St. François Xavier Stadium, Port Louis |                                     |
|                     | - Jeremy Kawoa 38' | Reporte   | - 7' Prins Tjiueza - 44' Penouua Kandjii | Árbitro(s): Kasokota Kafuli Derrick     | Árbitro(s): Kasokota Kafuli Derrick |

### Final
El ganador clasifica para la Copa Africana de Naciones Sub-17 2019
| 29 de julio de 2018 | Sudáfrica | 0:1 (0:1) | Angola               | St. François Xavier Stadium, Port Louis |                                        |
|                     |           | Reporte   | - 5' Osvaldo Capemba | Árbitro(s): Retselisitsoe David Molise  | Árbitro(s): Retselisitsoe David Molise |

## Equipos clasificados
Los siguientes ocho equipos clasifican para el torneo final.
| Bandera de Tanzania | Bandera de Marruecos   | Bandera de Senegal     | Bandera de Guinea     | Bandera de Nigeria     | Bandera de Camerún     | Bandera de Uganda         | Bandera de Angola |
| Tanzania (Sede)     | Marruecos (Zona Norte) | Senegal (Zona Oeste A) | Guinea (Zona Oeste A) | Nigeria (Zona Oeste B) | Camerún (Zona Central) | Uganda (Zona Centro Este) | Angola (Zona Sur) |